# Cascata di Nachi
La cascata di Nachi (那智滝?, Nachi no taki) è una cascata giapponese, situata a Nachikatsuura, nel parco nazionale di Yoshino-Kumano.

## Descrizione
La cascata ha un'altitudine di 133 metri e risulta essere la più alta dell'intero Giappone in quanto a salto ininterrotto; le cascate più alte della nazione sono tuttavia la cascata di Hannoki (497 metri) e quella di Shōmyō (350 metri). La cascata si trova in un'area particolarmente importante per la religione buddista e shintoista, e presso di essa sono stati costruiti i templi di Seiganto-ji e Fudarakusan-ji. Insieme all'intera area del Kumano Kodō, la cascata è stata riconosciuta patrimonio dell'umanità.